# مصطفی‌لو
مصطفی‌لو یکی از روستاهای استان اردبیل از توابع دهستان سنجبد شرقی در بخش مرکزی شهرستان خلخال واقع شده‌است.

## موقعیت و جمعیت
روستای مصطفی‌لو در دامنه غربی رشته کوه‌های بغرو از شاخه‌های سلسله جبال البرز قرار دارد که از سمت شمال با روستای بلوکانلو، از طرف جنوب با روستای اوجقاز سفلی، از سمت شرق با دهستان لنبر و از غرب با روستای پیرانلو همسایه می‌باشد. این روستا دارای خانه بهداشت، مدرسه ابتدایی، مسجد و امکانات آب و برق و تلفن و گاز می‌باشد. راه ارتباطی روستا با مرکز شهر خاکی می‌باشد. طبق سرشماری سال ۱۳۸۵ این روستا داری ۴۹۶ نفر سکنه (۹۱ خانوار) می‌باشد که از این تعداد ۲۴۱ نفر مرد و ۲۵۵ نفر زن هستند.

## جاذبه‌های گردشگری
از مکان‌های گردشگری روستا مقبره امامزاده سید قاسم که زائران زیادی دارد و ییلاق روستا که در فصل تابستان مسافران زیادی به آن مکان می‌آیند. روستای مصطفی‌لو دارای آب‌های معدنی فراوان می‌باشد از جمله آن آب کاریز که یکی از مناسب‌ترین آب‌های معدنی به‌شمار می‌رود. آب قوشه بولاغ، آب جلوگیر، ائل یوردی و آب گورّی که در نزدیکی جنگل گل مشه  برای بیماری‌های پوستی مناسب است.
علاوه بر آن برکه‌ای کوچک از آب گرم در ۵۰۰ متری روستا در کنار رودخانه‌ای که از وسط روستا می‌گذرد وجود دارد که مردم معمولاً از آب آن برای درمان بیماری‌هایی مانند کمردرد استفاده می‌کنند.